# جائزة فلور
جائزة فلور هي جائزة أدبية فرنسية أسست عام 1994 على يد فريديريك بيجبيدر. الهدف من الجائزة هو مكافأة المؤلفين الشباب وتحكم من قبل لجنة من الصحفيين، تمنح سنويًا في شهر نوفمبر، في مقهى فلور [الإنجليزية] في باريس. الجائزة تنطبق فقط على الأدب باللغة الفرنسية، على الرغم من أن المؤلف لا يشترط أن يكون فرنسيا.